# Nemetalne mineralne sirovine
Nemetalne mineralne sirovine prilikom topljenja ne daju novu sirovinu, a obično su vezane uz sedimentne stijene.
U svjetskoj potrošnji nemetala, mineralne sirovine sudjeluju sa sljedećim udjelima: 
-sve vrste kamena 49%
-pijesak i pjeskoviti materijal 43%
-glina, sol, fosfati i gips 7%
-druge vrste nemetala 1%
što predstavlja 70% ukupne svjetske proizvodnje svih mineralnih sirovina.
Od nemetalnih mineralnih sirovina treba izdvojiti: kvarcne sirovine, gline, gips, sol, dolomit, fosforit, grafit, boksit i cementne sirovine, premda ima i mnogo drugih. 

### Kvarcne sirovine
Kvarc(SiO₂) je mineral koji spada u grupu silikata. Kvarc, koji sam čini 12 % Zemljine kore, drugi je po učestalosti mineral koji se pojavljuje u prirodi. Sastavni je dio kiselih magmatski, sedimentnih i metamorfnih stijena. Na Mohsovoj ljestvici nalazi se pod brojem 7. Kvarc kristalizira u heksagonskom sustavu, a ubraja se u tektosilikate, jer se kristalna struktura sastoji od (SiO₄)-tetraedara koji svojim povezivanjem preko kiskovih atoma stvaraju prostornu strukturu. Staklastog je sjaja, ima nepravilan lom te je piezoelektričan.

#### Kvarcni pijesci i pješčenjaci
Pijesci su sedimenti sastavljeni od zrna veličine od 0,063 do 2 mm. Kvarcni pijesak je rastresita nevezana stijena koja se u osnovi sastoji od kvarcnih zrna. Nastaje mehaničkim raspadanjem i kemijskom razgradnjom stijena koje sadrže kvarc – granita, pješčenjaka, kvarcita i dr. Kvarcni pijesak nalazimo u proizvodima koje svakodnevno koristimo, od limenki za pića do izolacije. Vrlo je važna mineralna sirovina u staklarskoj industriji, građevinskoj industriji, proizvodnji umjetnih gnojiva, filtera za pročišćavanje pitke i otpadne vode, kemijskoj industriji itd.

#### Kvarcne sirovine u Hrvatskoj
Rezerve kvarcnih sirovina u Hrvatskoj su velike, a nalazišta i pojave su zabilježeni u Slavoniji, Hrvatskom zagorju, Istri, Dalmaciji, Lici, Kordunu, Banovini, Podravini i Posavini. Premda su ležišta zabilježena diljem Hrvatske, najznačajnija su ona u slavonskim planinama i Moslavačkoj gori.

### Glina
U sitnozrnate klastične sedimente ubrajaju se stijene koje se pretežno sastoje od čestica dimenzija praha i gline, dakle, manje od 0,063 mm. Pelitni sedimenti koji sadrže više od 2/3 glinovite komponente, s obzirom na stupanj litifikacije, poznati su pod imenom glina, kao nevezana, i glinjak kao vezana stijena. glina je sediment nastao raspadanjem različitih magmatskih, i silikatnih stijena pod djelovanjem atmosferalija i drugih utjecaja (mehaničko, kemijsko i organsko raspadanje). Sastoji se od čestica minerala glina (kaolinit, ilit, montmorilonit, haloazit, nontronit, itd.) i drugih primjesa: kvarca, hidroksida željeza, karbonata, glinenaca (ortoklasa), organskih ostataka.

#### Bentonitna glina
Bentonit je termin koji označava plastičnu glinu koja se dominantno sastoji od smektitnih minerala, naročito montmorilonita. Montmorilonit je mineral koji nastaje trošenjem vulkanskog pepela u alkalnim vodama, a odlikuje se malom tvrdoćom (1 do 2 po Mohsovoj skali) i izrazitim bubrenjem kada se navlaži. Bentonit je materijal kojim se planira brtviti i zapunjavati podzemna odlagališta nuklearnog otpada u dubokim magmatskim strukturama. U Hrvatskoj postoji više lokacija ležišta ili pojava bentonita. Neka od njih su eksploatirana u prošlosti, dok su druga manje ili više istraživana. Najveća ležišta nalaze se u područjima Poljanske luke, Gornje Jelenske i Bednje.

#### Kaolin
Kaolin je vrsta gline bogata mineralom kaolinitom, a poznata je i pod nazivom bijela glina. U prirodi se kaolin javlja kao bijeli, mekani prah. Osim kaolinita, kaolin obično sadrži i minerale: muskovit, kvarc i feldspat. Kada je kaolin pomiješan s vodom (20 do 35 %) postaje plastičan, tj. nakon prestanka djelovanja naprezanja, ne vraća se u prvobitan oblik. Količina vode koja je potrebna da bi kaolin postao plastičan ovisi o količini i dimenzijama zrna kaolinita. Približno 40 % kaolina koristi se u industriji papira kao punilo i sredstvo kojim se premazuje papir. Kaolin se koristi i u keramičkoj industriji, a njegova otpornost na visoku temperaturu posebno dolazi do izražaja u proizvodnji porculana i vatrostalnih materijala.
Osim bentonitne gline i kaolina, u Hrvatskoj postoje ležišta vatrostalnih i keramičkih glina.

### Gips
Gips je mineral koji spada u skupinu sulfata, tj. soli sumporne kiseline koje su u velikoj količini zastupljene u Zemljinoj kori. Kemijska formula gipsa glasi (CaSO4 x 2H2O), a kemijski naziv je kalcij-sulfat dihidrat. Odlikuje se malom tvrdoćom i čvrstoćom. Gustoća mu je 2,4 g/cm3. Primjena gipsa je raznolika, najčešće se koristi kalcinirani gips, koji je svoju uporabu našao u građevinarstvu, jer pomiješan s vodom služi kao vezivo, za proizvodnju gipsnih ploča i elemenata, za izradu klupa itd. Mljeveni gips se korsti u industriji papira, tekstila, gume, boja, zatim u poljoprivredi i zaštiti okoliša za tretiranje tla.
Budući da nastaju u sličnim uvjetima, ležišta gipsa i anhidrita se redovito pojavljuju zajedno. Prema postanku razlikuju se tri tipa ležišta, najčešća su sedimentna i inflitracijska ležišta, dok su metasomatska ležišta rijetka. Uz prirodni gips, danas se proizvodi i sintetički gips, koji se pojavljuje kao nusprodukt nekih tehnoloških procesa. Najveće količine sintetičkog gipsa dobivaju se procesom odsumporavanja dimnih plinova iz termoelektrana koje koriste ugljen.

### Sol
Sol se u prirodi javlja u formi minerala halita. U lagunama, zaljevima i jezerima u područjima sa suhom i toplom klimom isparavanje (evaporacija) vode može biti brža od dotoka svježe vode. Time se koncentracija otopljenih soli stalno povećava, pa se kod određenih prezasićenja i temperature počinju izlučivati minerali određenim redoslijedom, među kojima je i halit (NaCl). Halit se taloži iz morske vode pri temperaturi od 30 °C i povećanju saliniteta vode 10 puta, u odnosu na prosječan salinitet.  U Republici Hrvatskoj nema fosilnih ležišta soli i zbog toga se potreba za njom, kroz povijest, na području teritorija današnje države,  podmirivala proizvodnjom iz morske vode i uvozom.
U prošlosti se sol proizvodila u mnogim većim ili manjim solanama. Potrebna koncenetracija za obaranje soli, u velikim bazenima, postizala se isparavanjem zbog djelovanja Sunca i vjetra. Proces se sastojao od sljedećeg: prvo su se izdvajala teže topive soli, potom kuhinjska sol i na kraju lako topiva sol (gorki i higroskopni magnezijev klorid). Naše najpoznatije solane nalaze se na Pagu, Ninu i Stonu.

### Dolomit
Premda je mineral dolomit CaMg(CO3)2 stabilan u morskoj vodi, a naročito u toplim i plitkim morima, on se vrlo teško ili se uopće ne izlužuje izravno iz morske vode kao primarni mineral, već uglavnom nastaje potiskivanjem aragonita, Mg-kalcita i kalcita. Do takva potiskivanja može doći neposredno nakon izlučivanja i taloženja tih minerala pa su to tada ranodijagenetski dolomiti ili sinsedimentacijski dolomiti, odnosno primarni dolomiti. Ako se potiskivanje zbiva u već očvrsnutim stijenama – vapnencima, onda su to kasnodijagenetski dolomiti, odnosno postsedimentacijski dolomiti ili sekundarni dolomiti.
Dolomit je u prvome redu poznat kao kvalitetan tehnički građevni kamen i kao takav se eksploatira u mnogima kamenolomima u sjevernoj Hrvatskoj, Dalmaciji i Lici. No, manje je poznato da su kod nas dolomiti istraživani i kao mineralna sirovina za druge potrebe. Utvrđena je visoka kvaliteta dolomita u zagorskim planinama.

### Fosforit
Fosforit je sedimentna stijena koja sadrži veliki udio fosfatnih minerala. Fosforit sadrži najmanje 15˗20 % fosfata, dok druge sedimentne stijene obično sadrže manje od 0,2 % fosfata. Fosfati se javljaju u obliku fluorapatita Ca5(PO4)3F (CFA) i hidroksiapatita Ca5(PO4)3OH ili Ca10(PO4)6(OH)2. 
Fosfati se talože u vrlo plitkom moru, u blizini obale te u područjima s malom energijom okoliša. U takva područja spadaju supratajdalni i intertajdalni pojasevi te ušća. Fosforiti se mogu javljati u obliku nodula. Zrna fosforita su obično dimenzija pijeska, no česta su i zrna dimenzija većih od 2 mm. Takva, veća sferična zrna nazivaju se nodule a mogu biti centimetarskih dimenzija. Uz nodularne fosforite, fosforiti nastaju taloženjem slojeva bogatih fosfatima koji sadrže skelete fosila, npr. brahiopoda, koji dodatno obogaćuju slojeva sa P2O5. 
Naslage koje sadrže dovoljnu koncentraciju fosfata za ekonomično rudarenje nisu česte. Dva glavna izvora fosfata su guano i stijene koje sadrže mineral apatit. Približno 90 % fosfata koristi se za dobivanje gnojiva i kao suplementi za stočnu hranu te u kemijskoj industriji. Fosfor iz fosforita također se koristi kao anti-korozivno sredstvo te u metalurgiji, industriji keramike, proizvodnji fungicida i kozmetici.  
Ležišta fosforita u Hrvatskoj su pronađena na više mjesta u istarskom i dalmatinskom kršu, a sva je uporabiva ruda davno povađena.

### Grafit
Grafit je, kao i dijamant, alotropska modifikacija ugljika. Dok je dijamant najtvrđa poznata tvar, grafit je mekan zbog vrlo slabih van der Waalsovih privlačnih sila između slojeva ugljika. U grafitu, svaki atom ugljika vezan je s tri susjedna atoma ugljika čvrstim kovalentnim σ i π vezama. Zbog slabih van der Waalsovih sila između slojeva, lako dolazi do klizanja slojeva, tj. postoji savršena kalavost paralelno slojevima, a grafit u cjelini ima malu tvrdoću. 
Grafit dolazi u metamorfnim i magmatskim stijenama te u meteoritima. Minerali koji se javljaju uz grafit su kvarc, tinjci, turmalin i kalcit, a u meteoritima dolazi uz troilit i silikatne minerale.
Prirodni grafit svoju ulogu pronalazi u proizvodnji vatrostalnih materijala, baterija, proizvodnji čelika, kočionih obloga, maziva i dr. (U.S. Geological Survey).
Najpoznatija nalazišta grafita i grafitičnih škriljavaca pronađena su u slavonskim planinama Psunju i Papuku.

### Boksit
Boksit je prirodni agregat sastavljen uglavnom od jednog, dvaju ili triju aluminijeva hidroksida, a to su: gibbsite, bemit, dijaspor. Sporedni minerali su kaolinitski minerali, ilitični material, hematit, getit, kvarc i polimorfne modifikacije TiO2, rutil i anatas. Ako ne sadrži okside i hidrokside željeza ili fino raspršeni pirit, boksit je bijele ili prljavobijele boje. Getit mu daje žutu boju, hematit crvenu, a pirit sivu.
Boksit je glavna ruda aluminija. S obzirom na ishodišne stijene, način postanka i okoliš u kojem nastaju, boksiti mogu biti lateralni i krški. U Hrvatskoj se nalaze ležišta krških boksita.
U dolini rijeke Mirne otkopavan je tzv. piritni boksit koji je služio za proizvodnju sumporne kiseline.

### Tupina
Sve do posljednjih dva desetljeća, cement se proizvodio od lapora zvanog tupina s oko 76% CaCO3, koji je idealna smjesa za proizvodnju cementa. Smanjenjem količina ove sirovine, cement se nastavio proizvoditi miješanjem ostalih članova fliške serije: vapnenaca, lapora, gline, lesa, pješčenjaka i dr. Pri analizi prirodnih materijala utvrđuje se najčešće sadržaj CaCO3, te je stoga od izuzetne važnosti poznavanje korelacijske veze oksida u mineralnoj sirovini